# 林龍潭
林 龍潭（はやし りゅうたん、延享元年（1744年） - 明和8年5月28日（1771年7月10日））は、江戸時代中期の儒学者。林家5代林鳳谷の嫡男で、6代林鳳潭の実父。諱は信愛・寛恕。字は子節。通称は又四郎・内記。林家の後継者であったが、父に先だって没し、大学頭を継承しなかったため歴代当主には数えられていない。
宝暦8年（1758年）、将軍徳川家重に初めて拝謁する。2年後に儒者見習いになるとともに幕府中奥にて御小姓の次席に任ぜられ、毎月儒書を講義するように命じられ、同年布衣を許された。宝暦14年（1764年）、朝鮮通信使聘礼を担当するにあたり従五位下・図書頭に任ぜられる。明和8年（1771年）、28歳で死去した。